# Institut
Un institut est une organisation permanente créée dans un certain but. C'est habituellement une institution de recherche, une société savante, un établissement d'enseignement supérieur indépendant ou annexé à une faculté. Par exemple, l'institut Pasteur est un institut de recherche en biologie qui se consacre à l'étude des micro-organismes, des maladies et des vaccins.

## Étymologie
Le mot vient du latin institutum (installations, coutume), qui vient de instituere signifiant créer, construire, élever ou instruire.

## Liste d'instituts

### Établissements publics français
- Institut de France
- Institut industriel du Nord (ancien nom de l'École Centrale de Lille)
- Institut français du pétrole (ancien nom d'IFP Énergies nouvelles)
- Institut des hautes études de Défense Nationale (IHEDN)
- Institut Mines-Télécom
- Institut national de l'audiovisuel (INA)
- Institut national de l'environnement industriel et des risques
- Institut national d'histoire de l'art
- Institut national de l'information géographique et forestière (IGN)
- Institut national de la statistique et des études économiques (Insee)
- Institut national de la santé et de la recherche médicale (Inserm)
- Institut national du sport, de l'expertise et de la performance (INSEP)
- Institut national de physique nucléaire et de physique des particules
- Institut de radioprotection et de sûreté nucléaire

### Instituts dépendants d'organismes publics français
- Institut français de l'éducation
- Institut français de géopolitique
- Institut francophone de formation au cinéma animalier de Ménigoute (IFFCAM) [2],[3]
- Institut Henri-Poincaré
- Institut de management public et de gouvernance territoriale
- Institut du monde arabe
- Institut de recherche mathématique avancée
- Institut de recherche stratégique de l'École militaire (IRSEM)
- Institut des sciences humaines et sociales
- Institut des techniques informatiques (a fusionné avec l'ESCIA pour donner l'Itescia)
- Institut technologique européen d'entrepreneuriat et de management

### Noms génériques d'organismes français publics ou assimilés
- Instituts nationaux polytechniques (INP)
  - Institut polytechnique de Grenoble
  - Institut national polytechnique de Lorraine
  - Institut national polytechnique de Toulouse
  - Institut polytechnique de Bordeaux
- Instituts d'études politiques (IEP)
  - Institut d'études politiques de Paris (SciencesPo)
- Instituts d'études judiciaires (IEJ)
- Instituts régionaux d'administration
- Instituts universitaires de technologie (IUT)
- Instituts de recherche sur l'enseignement des mathématiques
- Instituts régionaux d'éducation physique (IREP - disparus)
- Instituts universitaires de formation des maitres (IUFM - disparus)

### Organisations privées françaises
- Institut Pasteur
- Institut des hautes études scientifiques
- Institut catholique de Paris
- Institut Européen d'Ecologie
- Institut kurde de Paris
- Institut de Philosophie Comparée (ancien nom de l'IFC - Facultés libres de philosophie et de psychologie)
- Institut océanographique de Paris
- Institut pédagogique des entrepreneurs stratèges
- Institut polytechnique Saint-Louis
- Institut polytechnique des sciences avancées

### Noms génériques d'organisations privées
- Instituts de sondage
- Instituts de beauté

### À l'étranger
- Smithsonian Institute
- Institute for Advanced Study (Princeton)
- Instituts canadiens
  - de Québec
  - de Montréal
  - de recherches avancées (Toronto)
- Perimeter Institute for Theoretical Physics (Canada) - Institut Périmètre de Physique Théorique
- Institut de philosophie de l'Académie des sciences de Russie
- Institut national de l'audiovisuel (Pologne)
- Institut national polytechnique Félix Houphouët-Boigny (Côte d'Ivoire)
- Instituto Politécnico Nacional (Mexique)
- Institut pédagogique d'État de Moscou (ancien nom de l'Université pédagogique d'État de Moscou)
- Institut pédagogique national (Kinshasa - ancien nom de l'Université pédagogique nationale)
- Institut Maele (République démocratique du Congo).
- Institut technique industriel de la Gombe (République démocratique du Congo à Kinshasa)